# Ekedala
Ekedala är ett naturreservat i Kristianstads kommun i Skåne län.
Området är naturskyddat sedan 2015 och är 14 hektar stort. Reservatet ligger på Linderödsåsens sluttning omkring Segesholmsån och består av betesmarker och ädellövskog.

## Kulturlandskap
I ådalen finns rester av ett äldre kulturlandskap med stengärdesgårdar, odlingsrösen och fägator. Större delen av detta området har varit betesmark, men mindre delar har även varit åkermark. Området har delvis vuxit igen men här finns bland annat grova solitära bokar och sälgar. 